# Asemostera janetae
Asemostera janetae is een spinnensoort uit de familie hangmatspinnen (Linyphiidae). De soort komt voor in Peru, Bolivia en Argentinië.